# Церква Чуда Святого Архистратига Михаїла в Хонах (Зубрець)
Церква Чуда Святого Архистратига Михаїла в Хонах у Зубреці — парафія і храм Бучацького благочиння Тернопільської єпархії Православної церкви України в селі Зубрець Чортківського району Тернопільської области.

## Історія церкви
Храм, збудований у 1826 році, має форму хреста. Дзвіниця триярусна, з трьома дзвонами. У нішах при вході встановлено ікони Спасителя та Божої Матері.
Фасад прикрашають дві фігури святих апостолів Петра і Павла, а над вхідними дверима — образ Тайної Вечері. Над покрівлею храму в каплиці є барельєфне зображення святого архистратига Михаїла.
Завдяки пожертвам парафіян придбано новий тетрапод, дві тумби для ікон Христа та Божої Матері, а також передвівтар і різьблений стілець під Євангеліє. Горне місце прикрашає образ Божої Матері з Ісусом на руках, пошкоджений кулею під час воєнних часів.
У 2010 році за кошти парафіян було відновлено фасад храму та 9 святих хрестів на території села.
На церковному подвір'ї похований о. Іван Терешкун, який трагічно загинув у 1946 році. Його могилу відновив родич із Німеччини. На території парафії також є фігура Покрови Пресвятої Богородиці та каплиця на честь незалежності України. Красива огорожа зроблена на пожертви Юлії з Чорткова. У селі є каплиці Святого Миколая Чудотворця та Святої Трійці.

## Парохи
| Ім'я                  | Роки   | Коротка довідка                                                        | Світлини |
| --------------------- | ------ | ---------------------------------------------------------------------- | -------- |
| о. Іван Терешкун      |        |                                                                        |          |
| о. Іван Павлишин      |        |                                                                        |          |
| о. Роман Марчишак     |        |                                                                        |          |
| о. Михайло Галайцьо   |        |                                                                        |          |
| о. Володимир Мостовий | з 1986 | Кавалер ордена святого рівноапостольного князя Володимира III ступеня. |          |